# Енні отримує вашу зброю
«Енні отримує вашу зброю» (англ. «Annie Get Your Gun») — американський комедійний музичний вестерн 1950 року. У головних ролях — Бетті Хаттон та Говард Кіл.

## Сюжет
Музична комедія про влучного стрільця Енні Оклі і її шлях до слави разом з її коханим і професійним суперником, Френком Батлером.

## У ролях
- Бетті Хаттон — Енні Оуклі
- Говард Кіл — Френк Батлер
- Луї Келхерн — Буффало Білл
- Дж. Керролл Нейш — Сіттінг Булл
- Едвард Арнольд — Поуні Білл
- Кінен Вінн — Чарлі Девенпорт
- Бені Венута — Доллі Тейт
- Клінтон Сандберг — Фостер Вілсон

## Композиції
1. "Colonel Buffalo Bill" — Чарлі, Доллі, ансамбль
2. "Doin' What Comes Natur'lly" — Енні, брати і сестри
3. "The Girl That I Marry" — Френк
4. "You Can't Get a Man with a Gun" — Енні
5. "There's No Business Like Show Business" — Френк, Буффало Білл, Чарлі, Енні
6. "They Say It's Wonderful" — Енні, Френк
7. "Moonshine Lullaby" — Енні, Porters, брати і сестри
8. "There's No Business Like Show Business (Reprise)" — Енні
9. "My Defenses Are Down" — Френк, ансамбль
10. "I'm an Indian, Too" — Енні
11. "I Got Lost in His Arms" — Енні
12. "I Got the Sun in the Morning" — Енні
13. "An Old Fashioned Wedding" — Енні, Френк
14. "Anything You Can Do" - Енні, Френк